# Megalopalpus pallida
Megalopalpus pallida är en fjärilsart som beskrevs av Christopher Aurivillius 1922.
Megalopalpus pallida ingår i släktet Megalopalpus och familjen juvelvingar. Inga underarter finns listade i Catalogue of Life.